# 京都ギリシアローマ美術館
京都ギリシアローマ美術館（きょうとぎりしゃろーまびじゅつかん）は京都市左京区下鴨北園町にある私設の美術館。
なお、本項目では実質上の前身として岡山県倉敷市の倉敷美観地区に2000年まで存在した倉敷蜷川美術館（くらしきにながわびじゅつかん）についても述べる。

## 概説
ギリシア・ローマ美術のコレクターとして知られる蜷川 明（にながわ あきら）・岸子夫妻が40年近くに渡って蒐集してきたコレクションを収蔵・展示している私設の美術館。運営管理は蜷川家によって設立された財団法人式胤記念館によって行われている。
左京区の学校近隣となる閑静な住宅地に在する隠れ家的な美術館。
古代ギリシア・エルトリア・ローマ美術を専門とし、同時代の美術品のうち彫刻・陶器・装身具・モザイク・テラコッタなどを約150点、壺絵を約100点ほど収蔵し、系統立てて展示している。
蜷川夫妻による美術館としては1972年、倉敷美観地区に設立された倉敷蜷川美術館が実質上の前身と言える。ただし、京都ギリシアローマ美術館が設立された1997年から、倉敷蜷川美術館が閉館する2000年までは実質上の2館体制となっていた。

## 沿革
- 1972年 岡山県倉敷市中央一丁目[6]の倉敷美観地区にて倉敷蜷川美術館を開設。
- 1997年 現在地に京都ギリシアローマ美術館を開設。
- 2000年 倉敷蜷川美術館を閉館し、同館収蔵のコレクションを、京都ギリシアローマ美術館に移設統合する。

## 運営
財団法人式胤記念館による運営。館長は蜷川明。
- 入場料：大人1000円、中高生600円、小学生300円。[5]
- 運営時間：10:00～17:00[5]
- 定休日：月曜日（月曜日が祝日の場合は、その翌日）冬期（1月～2月）休館あり。[5]

## アクセス
- 京都市営地下鉄烏丸線 北山駅1番出口から、徒歩で北山通を東に歩き下鴨本通を400mほど南下して東入。約10～15分。[4][5]
- 京都市営バス
  - 北園町前停留所下車、約1分[5]
  - 洛北高校前停留所下車、約2分[5]
- 駐車場3台あり。[5]